# Notropis greenei
Notropis greenei är en fiskart som beskrevs av Hubbs och Arthur Irving Ortenburger 1929. Notropis greenei ingår i släktet Notropis och familjen karpfiskar. IUCN kategoriserar arten globalt som livskraftig. Inga underarter finns listade i Catalogue of Life.